# Temple de Sambisari

Le temple de Sambisari

Le temple de Sambisari est situé dans le hameau du même nom, dans le kabupaten de Sleman du territoire spécial de Yogyakarta en Indonésie. Son emplacement est à environ 8 km à l'est de la ville, près de l'aéroport.
Jusqu'à sa découverte en 1966, il était enfoui 5 mètres sous terre. On a pu mettre au jour des parties du temple original.

## Découverte
Le temple a été découvert par hasard en juillet 1966 par un paysan qui travaillait sur un champ appartenant au village de Karyowinangun. Sa bêche avait heurté une pierre sculptée appartenant au temple. La nouvelle de la découverte parvint au bureau de l'archéologie de Prambanan. On sécurisa la zone. Les travaux de fouille et de reconstitution prirent fin en 1987. On pense que le temple a été enseveli sous les cendres d'une éruption volcanique du Merapi voisin.
La découverte de Sambisari est probablement l'événement archéologique le plus passionnant des dernières décennies à Yogyakarta. Elle a mené à toutes sortes de spéculations sur la possibilité de l'existence d'autres temples anciens qui pourraient être enterrés dans la région sous les cendres du Merapi.

## Histoire
D'après l'inscription dite de Wanua Tengah III datée de 908 apr. J.-C., qui porte le nom des souverains du royaume de Mataram, le temple a probablement été construit sous le règne de Rakai Garung (règne 828-846). Toutefois, les historiens pensent également que la construction d'un temple n'était pas toujours le fait d'un roi. Des nobles de moindre rang pouvaient aussi l'ordonner et la financer.

## Architecture

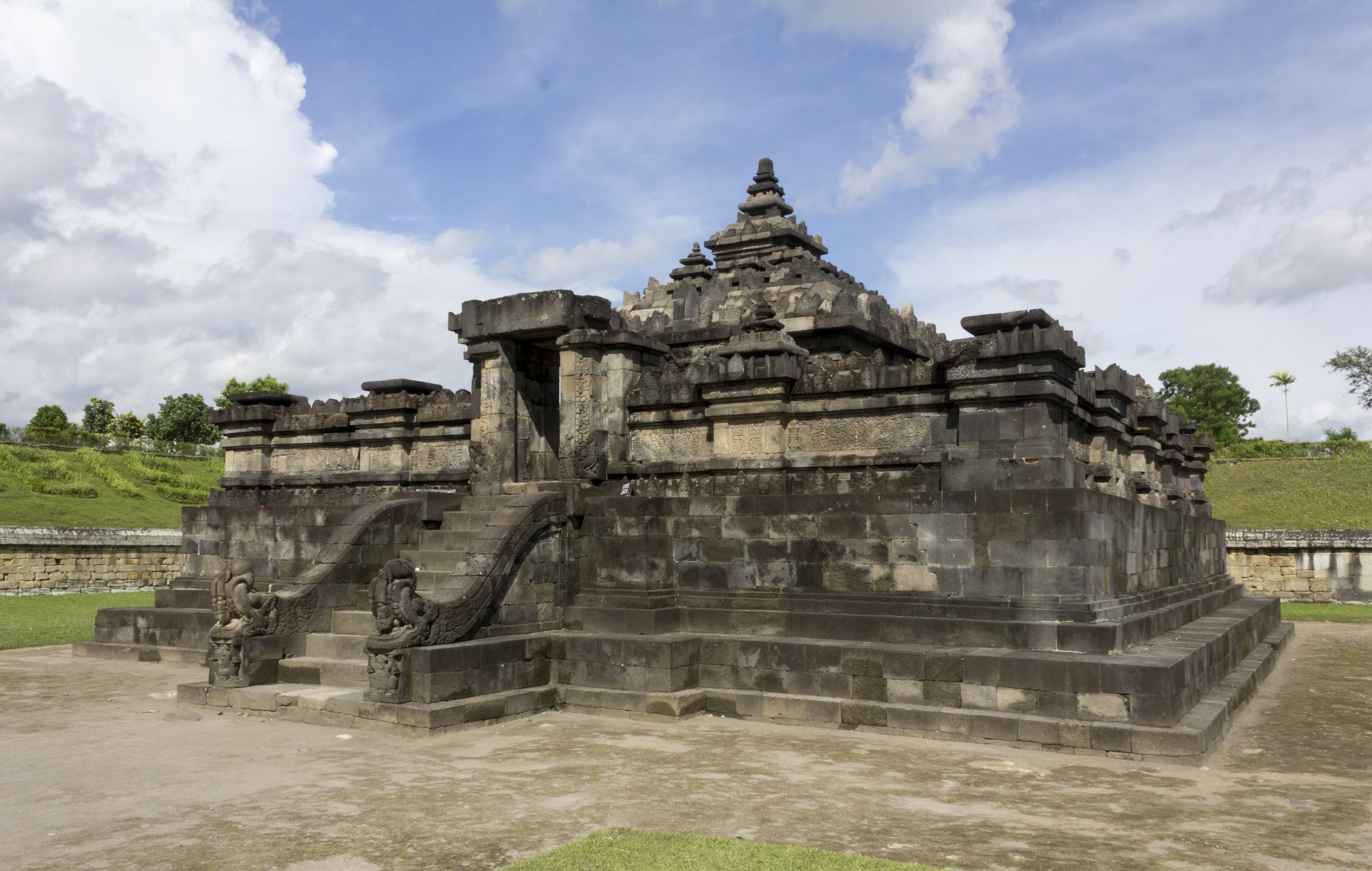
Le temple principal.

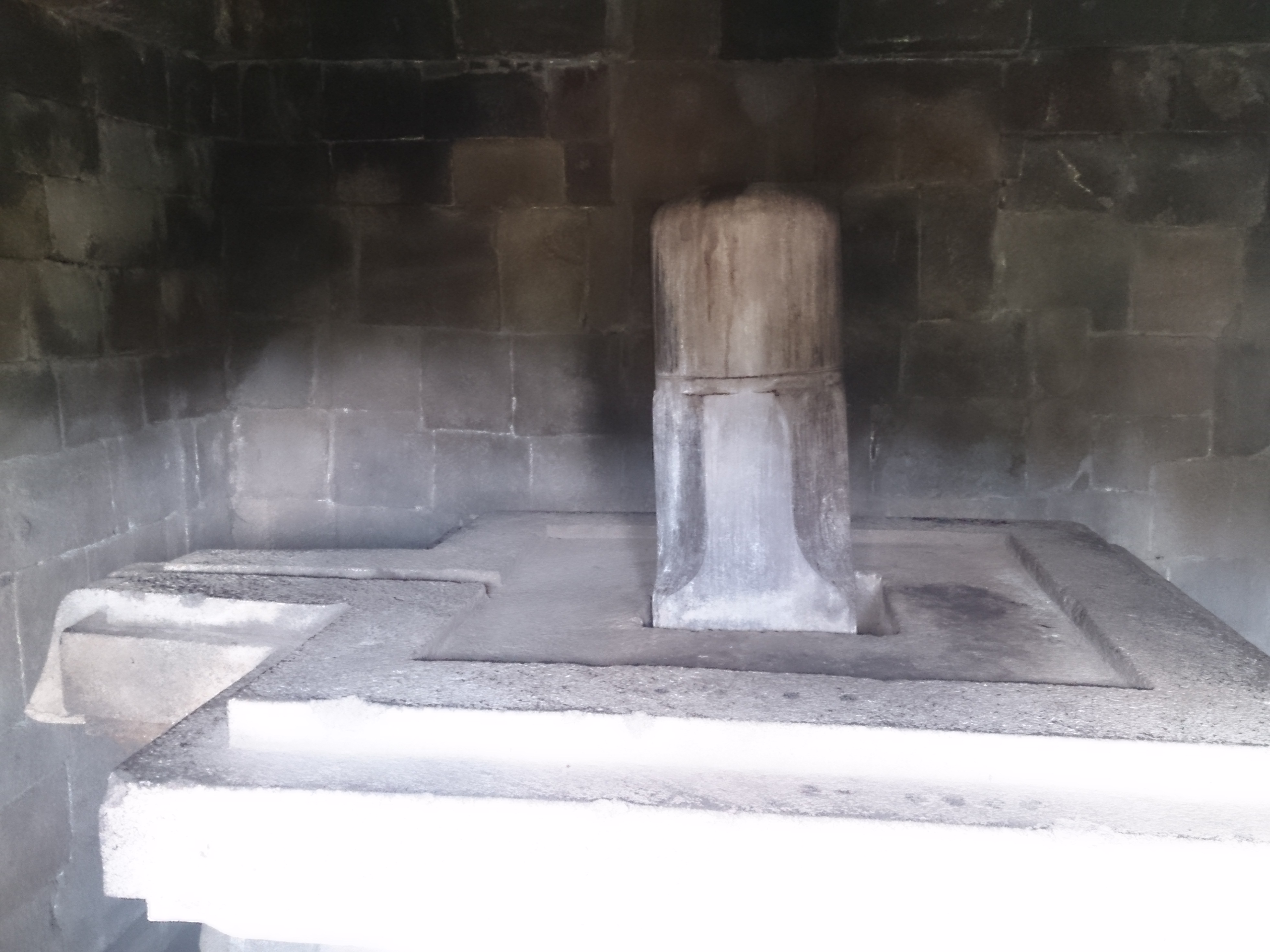
Yoni à l'intérieur du temple principal.

## Galerie

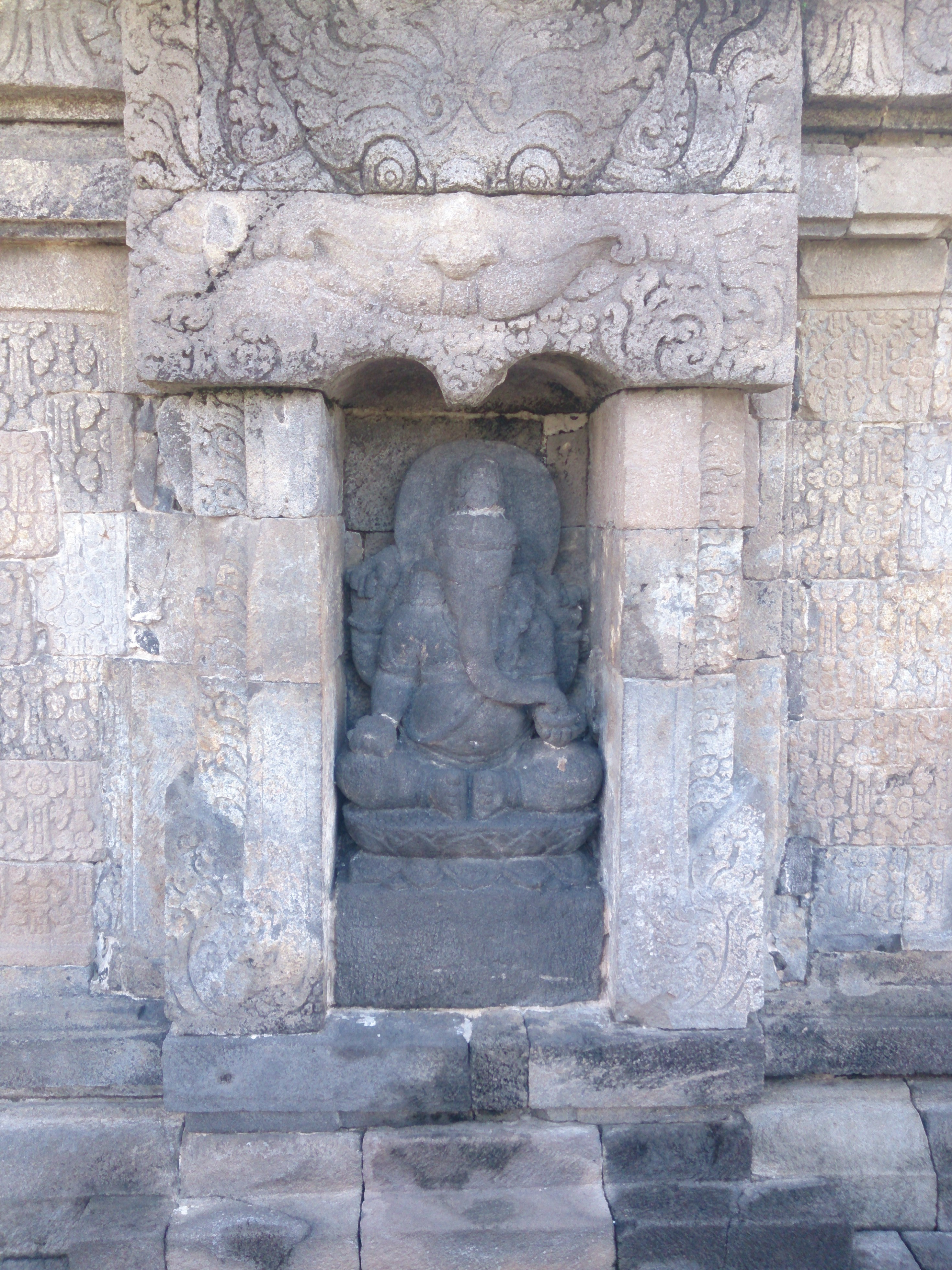
Statue de Ganesh dans une niche à l'est du temple de Sambisari.
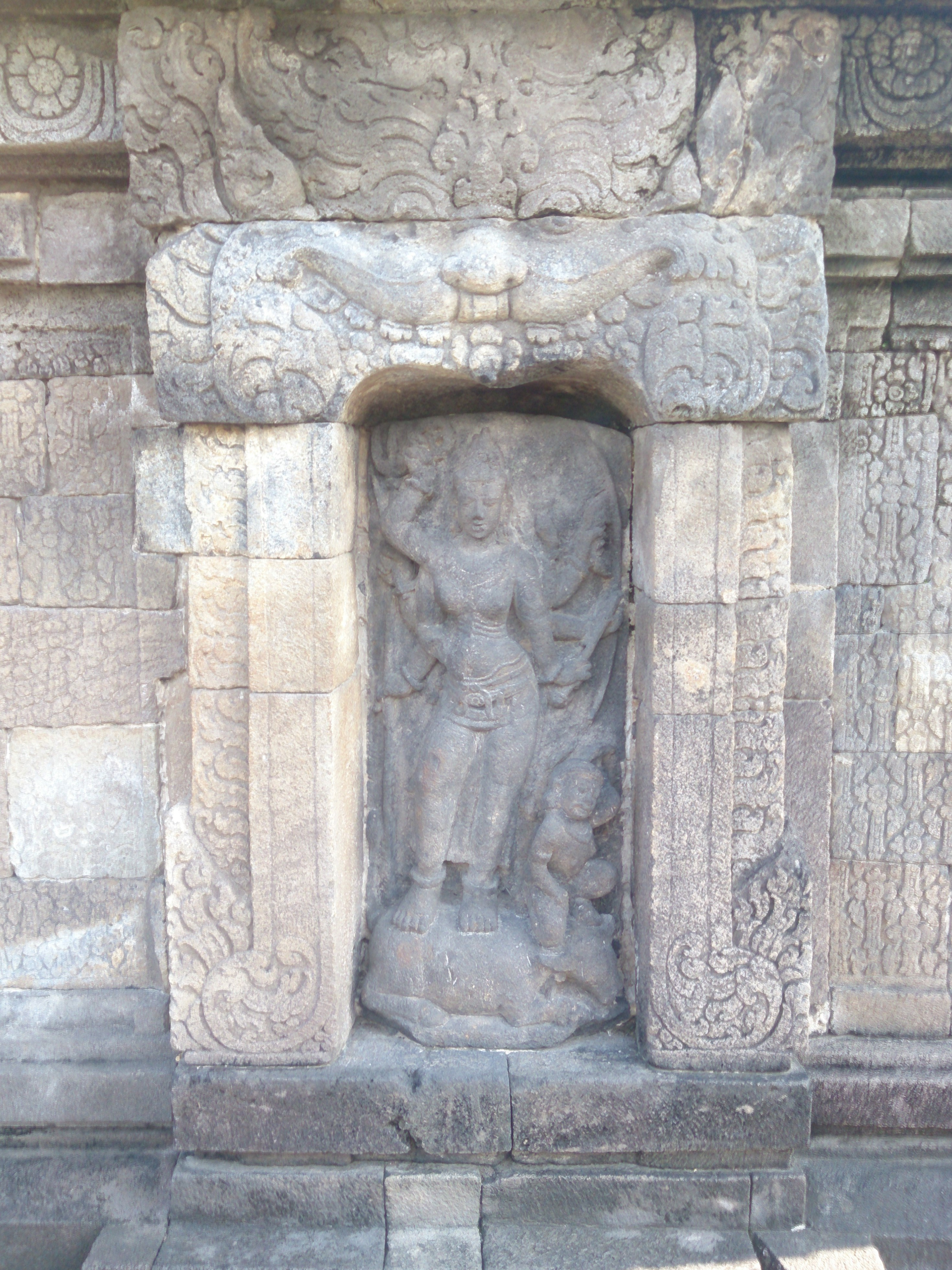
Statue de Durga dans une niche au nord du temple de Sambisari.
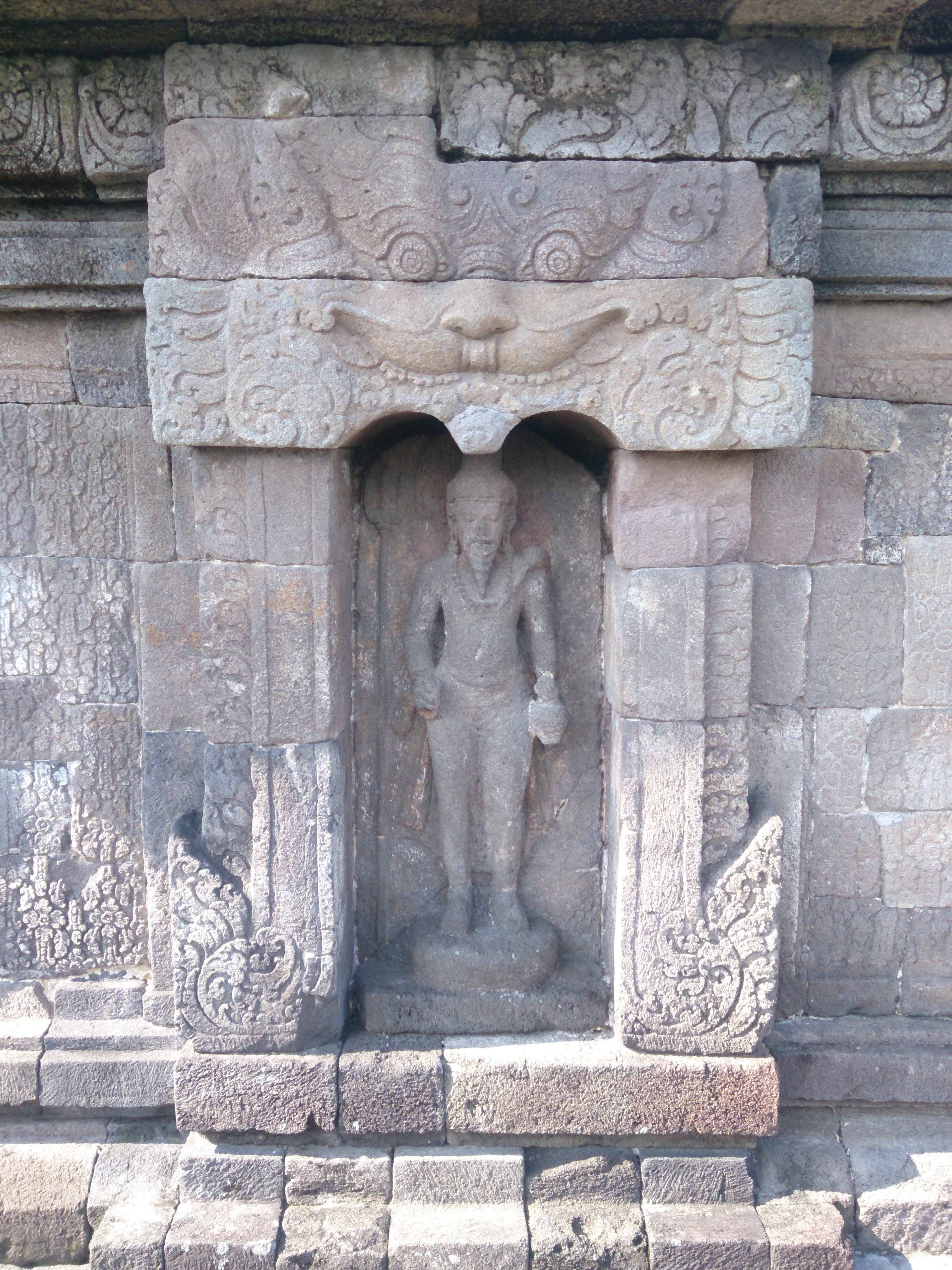
Statue d'Agastya dans une niche au sud du temple de Sambisari.